# Sieradenbuurt (Almere)
Sieradenbuurt is een wijk in de Nederlandse stad Almere. De wijk is gelegen in het stadsdeel Almere Buiten en grenst aan Oostvaardersbuurt, Indischebuurt en Stripheldenbuurt. De straten zijn vernoemd naar sieraden.
Op 1 januari 2023 telde de wijk 1.055 inwoners, verdeeld over 437 woningen, op een oppervlakte van 0,43 km².

## Openbaar vervoer
Sieradenbuurt wordt doorsneden door een busbaan en heeft daaraan één bushalte waar de volgende buslijn stopt:
- Sieradenbuurt  M2

### Metrobus
| Lijn | Lijn        | Route                              | Via | Opmerkingen |
| ---- | ----------- | ---------------------------------- | --- | --- |
| M2   | Buitenmetro | Station Centrum - Stripheldenbuurt | Staatsliedenwijk, Waterwijk, Bouwmeesterbuurt, Molenbuurt, Station Buiten, Seizoenenbuurt, Oostvaardersbuurt, Station Oostvaarders, Sieradenbuurt | Rijdt tussen Station Almere Oostvaarders en Stripheldenbuurt in een lagere frequentie, rijdt bij Station Centrum verder als buslijn M1 . Rijdt op zaterdag 24 uur per dag op een deel van de route. |